# 멕시코의 역사
멕시코의 역사는 2만년 전 인류가 쌓은 고급 문명으로 꽃을 피웠다. 그러나 16세기에 스페인이 진출하면서, 식민지가 되어 혹독한 수탈을 경험했다. 18세기 말 유럽에서 혁명이 계속되면서 멕시코에서도 멕시코 독립 전쟁이 일어나 독립을 달성했다. 짠후 제정된 연방공화국의 대외 전쟁, 디아즈의 독재 등의 시련을 거쳐 1910년부터 1918년까지 계속된 멕시코 혁명의 동란은 현대 국가를 실현했다. 혁명 후 제도혁명당(PRI)의 장기 집권 하에서 근대화와 경제 개발이 진행되었지만, 20세기 후반까지 PRI는 각종 사회 모순을 축적했고, 2000년 선거에서 PRI는 종말을 맞았다.

## 선사시대
멕시코의 선사시대는 고고학자들과 금석문학자들의 연구에 의해 알려졌다. 현재 스페인 정복기의 기록이 멕시코 연구의 주를 이루고 있다. 양피지는 비교적 거의 남아있지 않지만, 마야문명 지역의 고고학과 금석학에는 많은 진보가 있었다.
멕시코 지역에서는 2만 년 전의 유적이 발견되어 있어, 이전부터 사람이 살았다고 생각된다. 맘모스 등 사냥과 채집 생활을 하고 있었지만, 기원전 8000년경에 옥수수의 농경이 시작되었다. 농경이 시작된 시대를 고대기(archic period)라고 한다.

## 식민지 이전
기원전 2300년에 처음 토기가 만들어졌다. 그 이후를 형성기(Formative period) 또는 전고전기라고 한다. 메소아메리카 연구의 최근 동향으로 먼저 고전기 세그먼트 이름을 가진 연구자가 전진하고 있다.
전고전기 중기 기원전 1300년 무렵, 걸프를 중심으로 올멕 문명이 번성했다. 올멕 사람은 자연 구릉을 이용하여 생 로렌소(베라 크루즈), 후 라 벤타(타바스코)라는 제단을 만들었다. 올멕 문명은 그들의 통치자의 면모를 새긴 니그로이드적인 풍모의 거석 인두 이미지로 알려져 있다. 한편, 후고전기 후기가 되면, 유카탄반도 북부에 코무첸, 캄페체, 칼라크물 등 여러 마야 문명의 제단이 세워졌다.

## 스페인 식민지
스페인이 정복했을 때부터 1821년 독립이 선포될 때까지 멕시코는 누에바에스파냐(새로운 스페인) 부왕의 관할지역이었다. 1701∼13년에 일어난 스페인 왕위계승전쟁의 결과 부르봉 왕가가 스페인의 새로운 지배자로 떠오르면서 식민지인 멕시코의 상황도 달라졌다. 부르봉 왕가는 식민지로부터 얻는 경제적 이득을 늘리기 위해 프랑스식 체제를 근간으로 한 여러 가지 행정개혁을 실시했다.독재적인 지배와 무거운 세금에도 불구하고, 19세기 전에는 스페인의 지배에 대한 저항이 거의 없었다.

## 독립 운동
1810∼11년 미겔 이달고 신부가 주도한 반란과 1814∼15년 모렐로스 신부가 이끈 반란은 모두 좌절되었다. 그후 독립운동은 비센테 게레로의 지휘에 따라 게릴라전으로 전개되었다
1821년 게레로와 크레올인 지주이자 전(前) 스페인 군대의 장교였던 이투르비데는 이괄라 계획을 선포한후 무장투쟁을 하였다. 이투르비데는 누에바에스파냐 부왕과 코르도바 조약을 체결한 후 멕시코를 스페인으로부터 독립을 시켰다.

## 독재 정권기

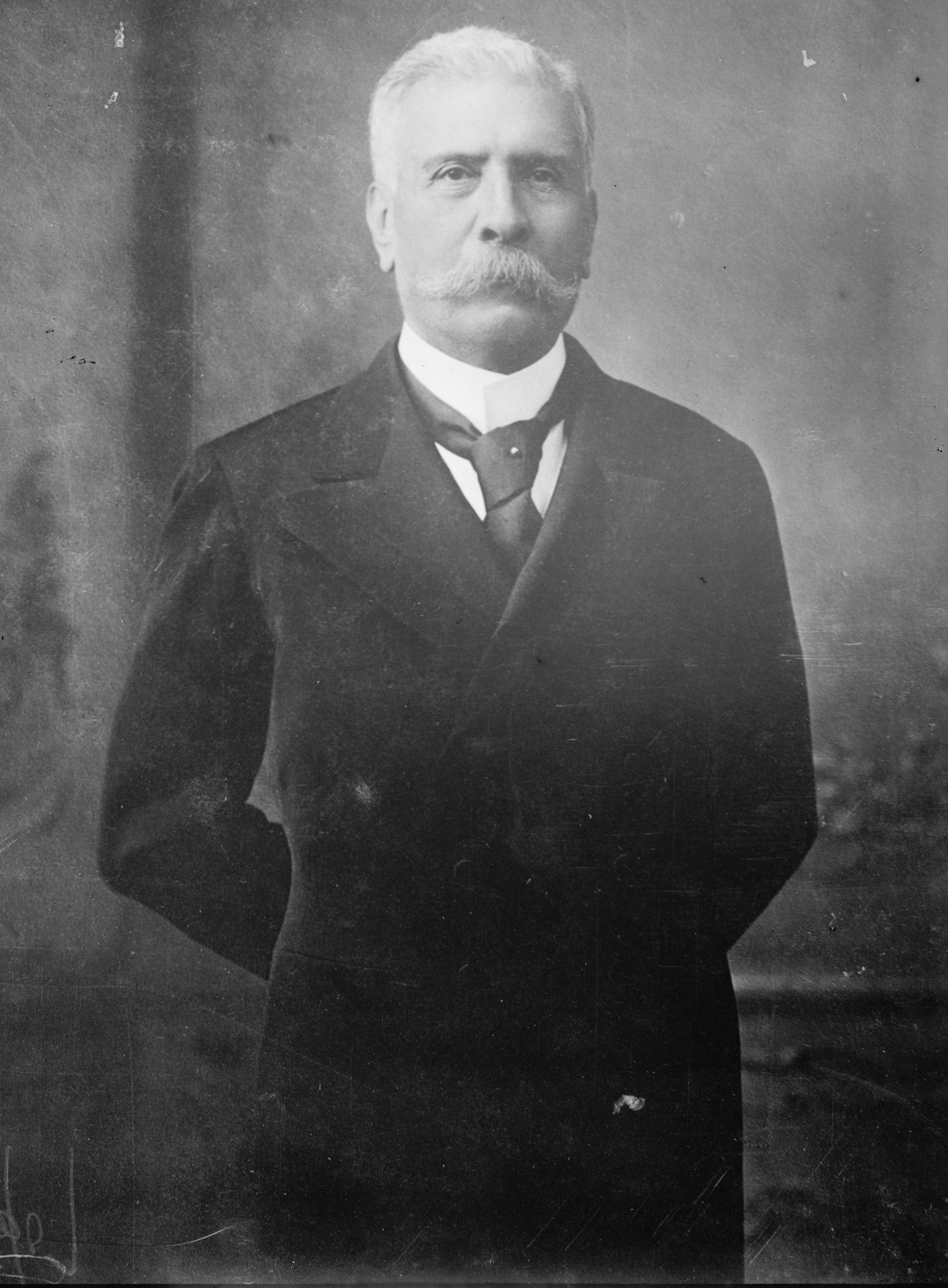
포르피리오 디아스. 그가 멕시코를 통치한 시대를 '포르피리아토'(Porfiriato)라고 한다.

제정시대를 거쳐 1824년 연방공화국을 수립하였으나, 중앙집권주의파와 연방주의파의 대립으로 혼란이 야기되었다. 1848년 미국과의 전쟁을 거쳐 텍사스주와 캘리포니아주를 상실하였다. 전쟁을 계기로, 연방주의파는 베니토 후아레스를 대통령으로 하여 이른바 레포르마(개혁)를 단행하여, 대지주(大地主)와 교회세력을 제압하였으나, 재정난으로 외채(外債)의 지불을 정지시켰다. 멕시코에 채권을 보유하였던 프랑스는 1861년 영국, 에스파냐와 더불어 출병하였고, 영국과 에스파냐가 철병한 후에도 남아 내정에 간섭하여, 오스트리아 합스부르크가의 막시밀리안이 황제로 추대하였다. 후아레스는 미국과의 국경지대에 버티면서 항전을 계속하였으며, 1865년 미국이 먼로주의에 의해 프랑스군의 철수를 요구하자 나폴레옹 3세가 그것을 수락하였다. 제국이 와해된 후에도 막시밀리안은 후아레스와 싸웠으나 1867년 케레타로에서 체포되어 총살당했다. 1876년 쿠데타가 성공하여 포르피리오 디아스의 독재가 시작되었다.

## 멕시코 혁명기

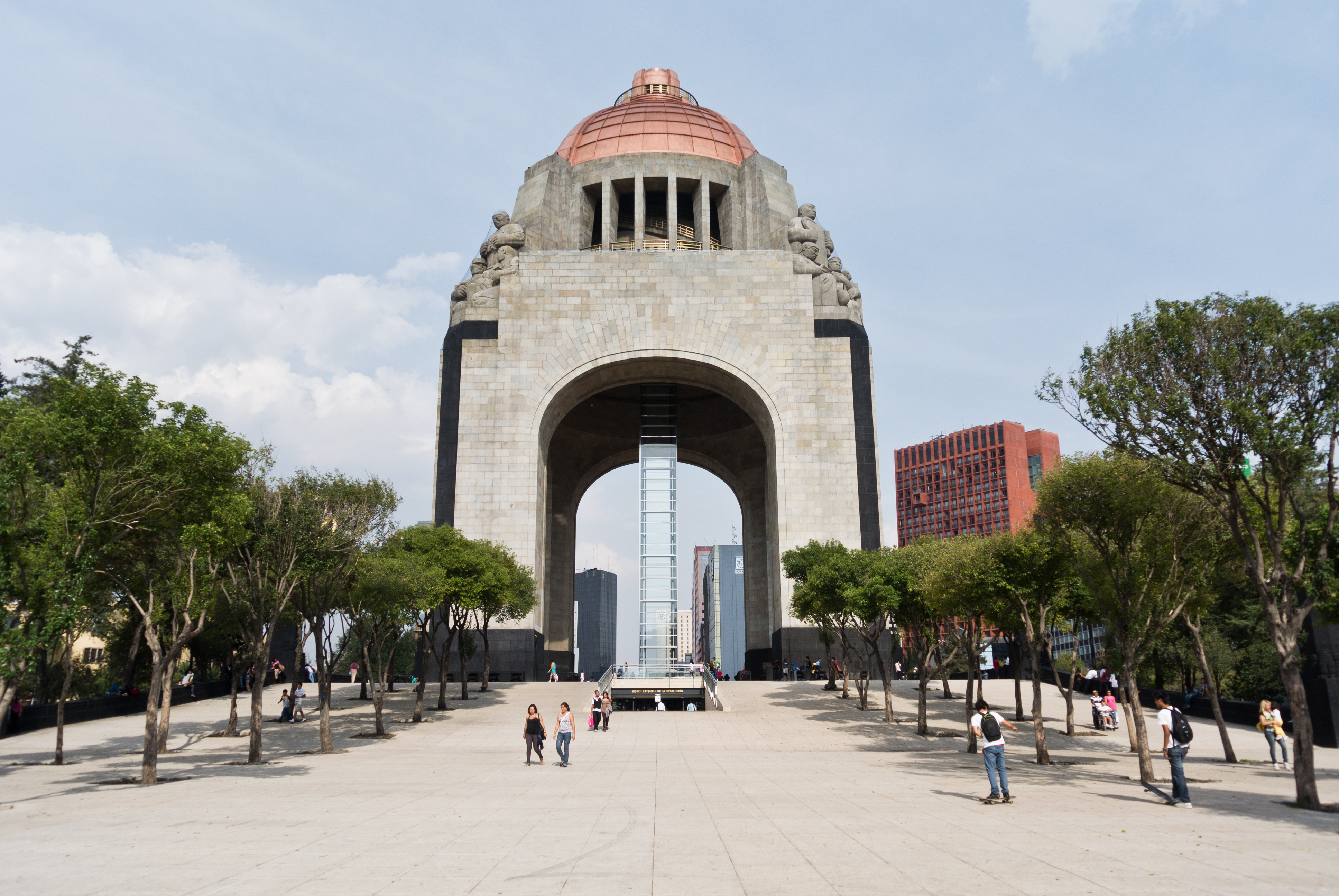
혁명 기념탑(Monumento a la Revolución)

1910년에 멕시코 혁명이 일어나면서 멕시코 국민들은 사회정의와 경제발전을 위한 투쟁의 길에 들어섰다. 1916년 온건개혁파인 카란사가 정권을 장악했으나, 1920년 군사 쿠데타가 일어나 카란사는 피살되고 오브레곤 장군이 대통령이 되었다. 1924년 카예스가 대통령에 취임하면서 사회·경제 개혁을 단행했고, 1929년 국가혁명당을 창건하여 1910년의 멕시코 혁명정신의 계승을 강령으로 내세웠다. 국가혁명당은 1938년 멕시코혁명당, 1946년 제도혁명당(PRI)으로 바꾸면서 70여 년간에 걸친 일당독재를 하였다.

## 현대
2000년 7월 2일 야당 후보였던 비센테 폭스가 대통령에 선출되면서, 71년 동안 지속된 제도혁명당(PRI)의 멕시코 통치를 종식시켰다.

## 같이 보기
- 멕시코 혁명
- 스페인령 아메리카 독립 전쟁